# ميت نما
ميت نما إحدى قرى مركز قليوب التابع لمحافظة القليوبية بجمهورية مصر العربية.

## التاريخ
قرية ميت نما من القرى القديمة، حيث وردت باسم «منية نما» في أعمال الشرقية ضمن قرى الروك الصلاحي التي أحصاها ابن مماتي في كتاب قوانين الدواوين، وقال ابن مماتي أنها من ضواحي القاهرة. كما وردت باسم «منية نمى» من أعمال القليوبية ضمن قرى الروك الناصري التي أحصاها ابن الجيعان في كتاب «التحفة السنية بأسماء البلاد المصرية». وفي العصر العثماني وردت في التربيع العثماني الذي أجراه الوالي العثماني سليمان باشا الخادم في عصر السلطان العثماني سليمان القانوني منية نما ضمن قرى ولاية القليوبية، وفي تاريخ 1228هـ/1813م الذي عدّ قرى مصر بعد المسح الذي قام به محمد علي باشا باسم «ميت نما» ضمن قرى مديرية القليوبية.

## السكان
بلغ عدد سكان ميت نما 21,321 نسمة، حسب الإحصاء الرسمي لعام 2006.